# إد كورتيناي
إد كورتيناي هو لاعب هوكي جليد كندي، ولد في 2 فبراير 1968 في فردان في كندا.

## وصلات خارجية
- إد كورتيناي على موقع قاعة مشاهير الهوكي (لاعب أن.إتش.أل) (الإنجليزية)
- إد كورتيناي على موقع EliteProspects.com (الإنجليزية)
- إد كورتيناي على موقع Eurohockey.com (الإنجليزية)
- إد كورتيناي على موقع HockeyDB.com (الإنجليزية)
- إد كورتيناي على موقع Hockey-Reference.com (الإنجليزية)